# 高山肺形草
高山肺形草（学名：Tripterospermum cordifolium）为龙胆科双蝴属下的一个种。